# Đăk Kơ Ning
Đăk Kơ Ning là một xã thuộc huyện Kông Chro, tỉnh Gia Lai, Việt Nam.
Xã Đăk Kơ Ning có diện tích 134,42 km², dân số năm 2006 là 2.243 người, mật độ dân số đạt 17 người/km².